# Polseres vermelles
Polseres vermelles és una sèrie de televisió de 28 capítols de 45 minuts de duració, emesa per TV3 el 24 de gener de 2011, dirigida i produïda per Pau Freixas i creada per Albert Espinosa, que ja havien coincidit en la pel·lícula Herois.
La sèrie explica la història d'un grup de nois i noies que coincideixen en un hospital a causa de les seves malalties i parla de l'amistat, les ganes de viure i l'afany de superació. El guió original estava pensat per durar cinc temporades, una cada dos anys, però finalment només s'emeteren dues temporades, l'última de les quals al 2013.
L'audiència a la ciutat de Barcelona també va ser superior a la mitjana de Catalunya, en concret set punts més.

## Repartiment

### Personatges principals
- Lleó (Àlex Monner). El líder. Té 15 anys i en fa dos que està internat a l'hospital. Pateix càncer i té una cama amputada. És el company d'habitació del Jordi. Com que és el que porta més temps ingressat, és el veterà del grup i només el visita la seva germana Gavina (Bruna Cusí).
- Jordi (Igor Szpakowski). El segon líder (que seria líder si no hi hagués el líder). Arriba a l'hospital quan comença la sèrie. Té 14 anys. Té càncer i li han d'amputar la cama. Ve d'Andorra, els seus pares se separen però la seva mare sempre el va a visitar i es preocupa molt pel seu fill.
- Cristina (Joana Vilapuig) "La noia". És l'única noia dels "Polseres". Viu a una altra planta, pateix anorèxia. La seva germana se'n cuida d'ella i l'ajuda a fer-la menjar.
- Ignasi Resina Font †(Mikel Iglesias) El guapo. Arriba per un desmai i es queda a l'hospital. Al principi no vol amics, però com que s'ha de quedar un temps a l'hospital s'uneix als "Polseres". Pateix d'una malaltia del cor. El seu pare no el va a visitar, en lloc seu hi va la dona del seu pare que és com la seva mare. També el visita un company de classe que li porta jocs.
- Toni (Marc Balaguer). El llest. És el noi més gran dels "Polseres", però sembla un nen petit. Té la síndrome d'Asperger, això el fa ser una mica estrany. Entra a l'hospital per un accident de moto. Té problemes perquè va agafar la moto sent menor d'edat i el seu avi està preocupat perquè no li treguin la custòdia. Els seus pares van morir en un accident i el cuida el seu avi.
- Roc (Nil Cardoner). L'imprescindible. És el nen del grup. Està en coma des de fa dos anys per una caiguda d'un trampolí a una piscina. És el company d'habitació de l'Ignasi. Té una relació molt especial amb en Toni perquè pot parlar amb ell encara que estigui en coma. La seva mare sempre el va a veure i li parla, a més es dedica a ser l'animadora dels nens de l'hospital perquè així el pot veure cada dia.

#### Segona temporada
- Rym (Laia Costa): Té 18 anys i és la nova companya d'habitació del Lleó. El càncer de mama que té i el seu caràcter indomable faran que entre tots dos es creï una relació molt especial. La seva mare és tunisiana.
- Víctor (Àlex Maruny): És el xicot de la Cristina. Es van conèixer a Tolosa, quan ella hi va anar a estudiar dansa, i van compartir pis. El noi n'està molt enamorat i té plans de futur per a tots dos.
- Eva (Èlia Solé): És la companya d'habitació de la Cristina. És una noia enigmàtica i molt perspicaç, que de seguida s'adona del problema de la Cristina. La seva influència tindrà conseqüències.
- Dani (Noah Manni): Té 12 anys i una malaltia que li impedeix créixer. A l'hospital li fan un tractament per allargar-li els ossos que ell suporta amb molta valentia. És un gran fan dels Polseres Vermelles.
- Lucas (Abel Rodríguez): Té 11 anys i una malaltia que es coneix com la dels "ossos de vidre", que fa que se li trenquin amb facilitat. També admira molt els Polseres Vermelles, i el seu preferit és el Jordi.
- Mariona (Paula Vélez): Té 10 anys i trastorns respiratoris que l'obliguen a anar sempre amb una màscara d'oxigen. Però això no li impedeix ser la companya d'aventures del Dani i el Lucas.

### Personatges secundaris
- "Benito" † (Andreu Benito): És el company de rehabilitació d'en Lleó i qui li dona la idea de formar el grup. És un home gran i savi que dona consells als polseres. Esdevé un alzheimer.

| - Marta Angelat: Dra. Endrade - Andreu Rifé: Dr. Josep - Eva de Luis: Mare Ignasi, Lourdes - Juanma Falcón: Juanma - Quimet Pla: Avi Toni - Llum Barrera: Mare d'en Roc - Xicu Masó: Mercero - Duna Jové: Mare d'en Jordi - Albert Pérez: Dr. Montcada - Ferran Rull: Bru - Montserrat Miralles: Infermera Esther - Laura Yuste: Infermera Laura - Bruna Cusí: Gavina - Mireia Vilapuig: Àlex | - Christian Guiriguet: Pare d'en Jordi - Armand Villén: Pare de l'Ignasi - Ian Güell Camps: Rodri - Jaume Borràs: Nuno - Ignasi Guasch Martínez: Dr. Abel - Marcel Borràs: Roger - Minnie Marx: Sra. Hermínia - Alada Vila: Olga - Elena Vilaplana: Infermera d'anorèxia - Caterina María Alorda: Dra. d'anorèxia - Marc Brualla: Encarregat d'ortopèdia - Anna Gonzalvo: Carol - Xavi Saiz: Anestesista - Albert Prat: Kike - Caterina Alorda: Dra. Marcos |

## Argument

### Primera temporada
En Jordi és un malalt de càncer d'Andorra que ha de venir a fer l'operació d'amputació de cama a Barcelona. A l'hospital coneixerà el seu company d'habitació, en Lleó, que també és un malalt de càncer, i que li proposarà crear un grup d'amics a l'hospital. Seguint les recomanacions d'en Benito, un pacient gran de l'hospital, el grup haurà d'estar format per «un líder, un segon líder, l'imprescindible, el guapo, el llest i la noia». El Lleó i el Jordi ocupen els rols de líder i segon líder respectivament. La Cristina, una pacient amb problemes d'alimentació serà la noia. Les altres posicions les ocupen l'Ignasi, un pacient amb problemes de cor, que serà el guapo. En Toni, un noi amb la síndrome d'Asperger que ingressa a causa d'un accident de moto, que serà el llest. I en Roc, que està en coma, i serà l'imprescindible. Un cop el grup està format s'ajudaran mútuament a fer més fàcils els tractaments de cadascun. Al final, l'Ignasi acaba morint en una intervenció quirúrgica, mentre que en Jordi, la Cristina i en Toni són donats d'alta, de manera que a l'hospital s'hi queden el Lleó i el Roc, que finalment, desperta del coma profund.

### Segona temporada
Han passat dos anys des del final de la primera i els protagonistes ja no són els nens i nenes que s'enfrontaven a les malalties sense saber què significarien a la seva vida. Ara ja ho saben. Són adolescents, més savis, més veterans per tot el que han viscut: la por, la rutina, els anys, el cansament, el desig de posar-se bé... I també l'amor i el sexe, importants en aquesta edat, però condicionat per les seves circumstàncies particulars. La segona temporada arrenca amb el grup separat. Però tot allò que van compartir, aquella relació tan intensa que els unia, la seva força, continua viu a l'hospital.
I tot això farà que els "polseres" que vam conèixer a la primera temporada lluitin per recuperar la força que els mantenia units.

### Tercera temporada
El mes d'abril del 2013 Albert Espinosa va assegurar que no tenia «cap dubte» que la ficció continuaria. Això sí, Espinosa va reiterar que els nous capítols trigarien a arribar: «Hem de fer que [els actors] siguin adults», va explicar i per això diu que hauran de passar «dos o tres anys, potser quatre» abans la sèrie no reaparegui.
Al 2015 els creadors de la sèrie van comunicar que no hi hauria tercera temporada.

## Crítiques
La sèrie va ser un èxit de crítica des dels seus inicis. El crític de televisió Ferran Monegal deia «És l'excel·lència. L'enginy. L'elegància. El treball impecable. La profunditat. I sobretot, encara que és ficció, l'autenticitat.»
El web espanyol Cine 365 remarcava: «Us podem dir que Polseres vermelles apunta a ser la millor sèrie de ficció que s'hagi rodat a Espanya els últims anys» i afegia «És el fruit de la feina ben feta i que torna a destacar TV3 com una de les cadenes punteres a tot Europa pel que fa a televisió de qualitat, moderna, oberta i pública.».
El portal Fórmula TV deia «S'agraeix que en el primer capítol de la sèrie no hi ha farcit, sinó que tot el que mostra o bé serveix per crear la trama o és molt útil per reflexionar i emocionar-se. És més, en els 43 minuts del primer capítol ha explicat més i m'ha fet pensar més que qualsevol altra sèrie nacional.»

## Emissió en altres països i adaptacions
La sèrie es va començar a emetre el 5 de desembre de 2011 a través del canal de pagament espanyol TNT en versió dual en català i castellà doblada pels mateixos actors. A l'estiu del 2012 es va emetre a la cadena espanyola Antena 3, també en castellà però amb una versió doblada per dobladors professionals.
Fora de l'estat espanyol l'han emès o l'emetran els canals TV Azteca (Mèxic), YLE (Finlàndia), SVT (Suècia), VOD (Sud-amèrica), Numero 23 (França) i altres que encara no s'han fet públiques a Corea del Sud.
En total l'han comprat 13 cadenes.
La sèrie també es podrà veure als Estats Units tant en la versió original catalana com en una nova versió en anglès que portarà el nom de The Red Band Society i que estarà produïda per Steven Spielberg. La versió original en català l'emetrà la cadena VMe que emet als Estats Units i Puerto Rico normalment en castellà. L'adaptació la farà la cadena ABC i vindrà de la mà de Steven Spielberg i Marta Kauffman. Tanmateix, la primera adaptació internacional era la produïda per la RAI. També hi podria haver una adaptació per part d'una televisió australiana.

## Guardons

### Premis
2011
- Seoul International Drama Awards com a millor guió de minisèrie.[26]
- Premi ONCE Catalunya a la solidaritat i la superació.[27]
- Premis Nacionals de Comunicació com a millor programa en la categoria de televisió.[28]

2013
- Premios 2012 Micrófono de la Asociación Profesional Española de Informadores de Prensa, Radio, Televisión e Internet per a Pau Freixas com a director i Albert Espinosa com a guionista.[29]
- Fotogramas de Plata de la Revista Fotogramas per a Àlex Monner com a millor actor de televisió[30]
- Premi Ondas 2013 a la millor sèrie de televisió[31]

2015
- Emmy Kids International en la categoria de millor sèrie.[32]

### Nominacions
2011
- Seoul International Drama Awards com a millor minisèrie[26]
- Nominació i menció especial al Prix Europa 2011 com a millor producció de ficció[27][33]
- Premis Zapping com a millor sèrie de l'any[34]